# Neotanygastrella sabahna
Neotanygastrella sabahna är en tvåvingeart som beskrevs av Takada, Momma och Hiroshi Shima 1973. Neotanygastrella sabahna ingår i släktet Neotanygastrella och familjen daggflugor. Inga underarter finns listade i Catalogue of Life.